# Liquit Walker
Liquit Walker (* 1985 als Mike Busse) ist ein deutscher Rapper und Songwriter aus Berlin.

## Biografie
Im Jahr 2003 entdeckte Mike Busse seine Fähigkeiten für Freestyle-Rap und nahm ab 2005 erstmals an Battlerap-Events teil. Zu dieser Zeit stand er auch erstmals für Aufnahmen in einem Tonstudio. Überregionale Bekanntheit erlangte er als „Liquit Walker“ durch die Teilnahme an dem von der Agentur Out4Fame veranstalteten und unter anderem von Kool Savas moderierten Battlerap-Event Feuer über Deutschland.
Am 12. Juni 2009 veröffentlichte das Online-Rapmagazin 16BARS ein Video für deren selbstproduzierte Reihe Streetrotation mit Liquit Walker. 2010 war er mehrere Male Teilnehmer bei dem Battlerap-Event Rap am Mittwoch. Seine EP Vergessen in der Gleichung wurde in der ersten Woche nach der Veröffentlichung über 60.000 Mal heruntergeladen.
Am 24. März 2011 veröffentlichte Aggro Berlin im Rahmen seiner selbstproduzierten Reihe Halt die Fresse ein Video von Liquit Walker und Le First. An der Seite von Sido und B-Tight spielte Liquit Walker eine Nebenrolle in dem Film Blutzbrüdaz. Deutschlandpremiere des Films war am 29. Dezember 2011.
Am 29. März 2013 veröffentlichte Liquit Walker sein Debütalbum Unter Wölfen bei dem Frankfurter Independent-Label Freunde von Niemand und erreichte damit Platz 19 der deutschen Media Control Charts. In der Schweiz und in Österreich gelang der Charteinstieg auf Platz 32 und 38. Musikalische Unterstützung bekam er dabei von Kool Savas, Sido, MoTrip, Vega und DJ Danetic. Von April 2013 bis 2015 stand Liquit Walker beim Berliner Label Wolfpack Entertainment unter Vertrag. Im November 2013 war Silla mit seiner Panik in der Disco Tour in Deutschland und der Schweiz unterwegs. Als Special Guests traten Liquit Walker und JokA auf.
Im Jahr 2015 veröffentlichte Liquit Walker bei dem Label Auf!Keinen!Fall! die EP Letzte Träne (Mowgli). Am 15. September 2017 veröffentlichte Liquit Walker sein zweites Studioalbum Trümmerkönig über sein eigenes Label Dikka Berlin.
Mike Busse war außerdem als Songwriter tätig, unter anderem für Alexander Knappe, Ben Zucker, Jonas Monar, Kool Savas & Takt32, Sarah Jane Scott und Voxxclub.

## Diskografie

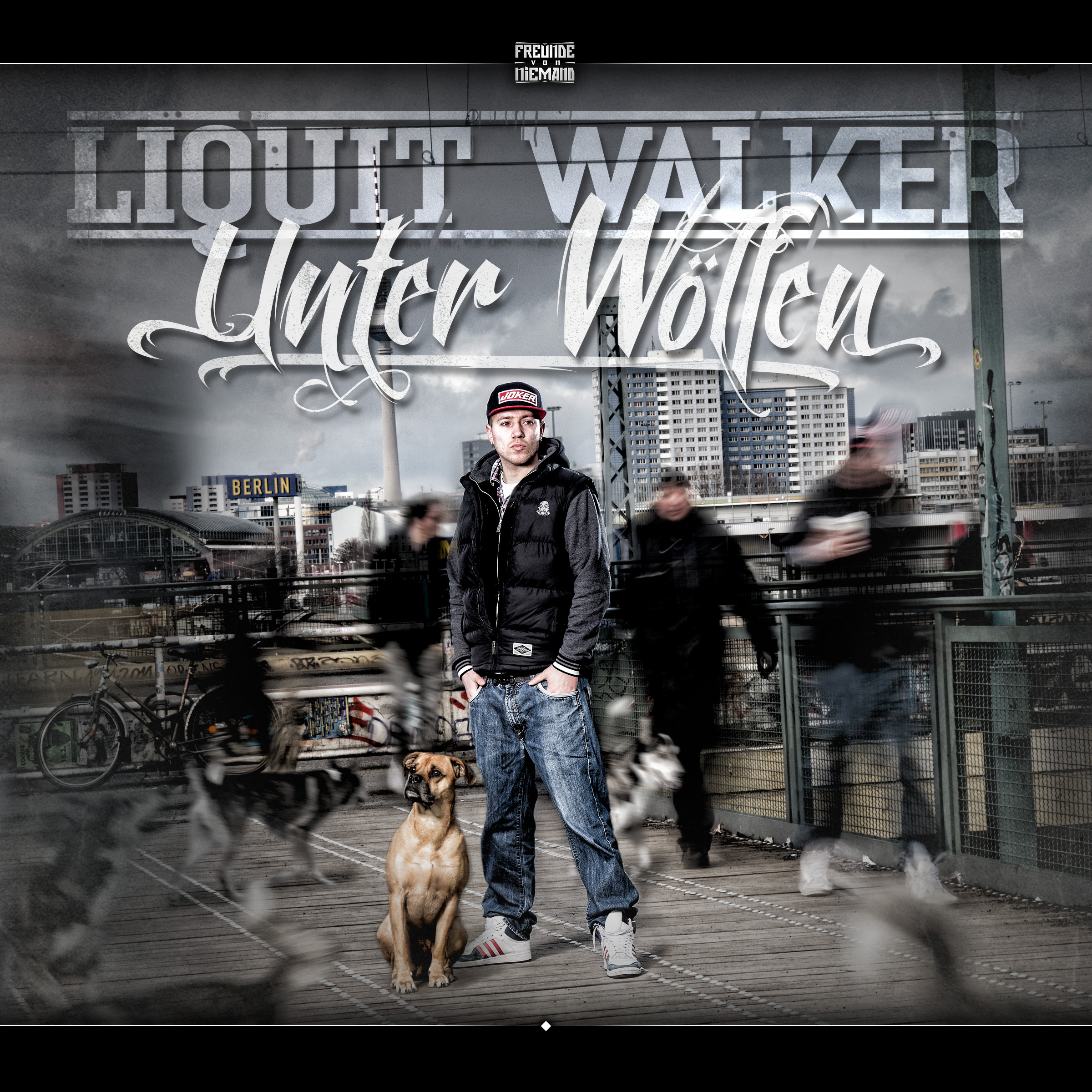
Cover des Albums Unter Wölfen

### Alben
| Jahr | Titel Musiklabel                    | Höchstplatzierung, Gesamtwochen, AuszeichnungChartplatzierungen (Jahr, Titel, Musiklabel, Platzierungen, Wochen, Auszeichnungen, Anmerkungen) | Höchstplatzierung, Gesamtwochen, AuszeichnungChartplatzierungen (Jahr, Titel, Musiklabel, Platzierungen, Wochen, Auszeichnungen, Anmerkungen) | Höchstplatzierung, Gesamtwochen, AuszeichnungChartplatzierungen (Jahr, Titel, Musiklabel, Platzierungen, Wochen, Auszeichnungen, Anmerkungen) | Anmerkungen                              |
| Jahr | Titel Musiklabel                    | DE | AT | CH | Anmerkungen                              |
| ---- | ----------------------------------- | --- | --- | --- | ---------------------------------------- |
| 2013 | Unter Wölfen Wolfpack Entertainment | DE19 (2 Wo.)DE | AT37 (1 Wo.)AT | CH41 (1 Wo.)CH | Erstveröffentlichung: 29. März 2013      |
| 2017 | Trümmerkönig Dikka Berlin           | DE51 (1 Wo.)DE | — | CH73 (1 Wo.)CH | Erstveröffentlichung: 15. September 2017 |

### EPs
- 2010: Two and a half Men (Online-EP mit Hammer & Zirkel)
- 2011: Vergessen in der Gleichung
- 2011: Two and a half Men 2 (mit Hammer & Zirkel)
- 2015: Letzte Träne (Mowgli EP) (Auf!Keinen!Fall!)

### Liquit Walker als Autor in den Charts
| Jahr | Titel Interpretation                          | Höchstplatzierung, Gesamtwochen, AuszeichnungChartplatzierungen (Jahr, Titel, Interpretation, Platzierungen, Wochen, Auszeichnungen, Anmerkungen) | Höchstplatzierung, Gesamtwochen, AuszeichnungChartplatzierungen (Jahr, Titel, Interpretation, Platzierungen, Wochen, Auszeichnungen, Anmerkungen) | Höchstplatzierung, Gesamtwochen, AuszeichnungChartplatzierungen (Jahr, Titel, Interpretation, Platzierungen, Wochen, Auszeichnungen, Anmerkungen) | Anmerkungen                              |
| Jahr | Titel Interpretation                          | DE | AT | CH | Anmerkungen                              |
| ---- | --------------------------------------------- | --- | --- | --- | ---------------------------------------- |
| 2022 | Survival Mode (Intro) Badmómzjay              | DE27 (1 Wo.)DE | AT71 (1 Wo.)AT | — | Erstveröffentlichung: 4. August 2022     |
| 2022 | Check Kool Savas, Takt32 & Gringo feat. Samra | DE49 (1 Wo.)DE | — | CH99 (1 Wo.)CH | Erstveröffentlichung: 2. September 2022  |
| 2022 | Keine Tränen Badmómzjay                       | DE8 (5 Wo.)DE | AT22 (2 Wo.)AT | CH44 (1 Wo.)CH | Erstveröffentlichung: 22. September 2022 |
| 2023 | Auf die Party Badmómzjay feat. Domiziana      | DE5 (18 Wo.)DE | AT16 (5 Wo.)AT | CH77 (1 Wo.)CH | Erstveröffentlichung: 9. März 2023       |
| 2023 | RIP Takt32 feat. Badmómzjay                   | DE96 (1 Wo.)DE | — | — | Erstveröffentlichung: 5. Mai 2023        |
| 2023 | Mh Mh Badmómzjay feat. Juju                   | DE30 (2 Wo.)DE | — | — | Erstveröffentlichung: 20. Juli 2023      |